# 岡本美歌
岡本 美歌（おかもと みか、9月20日 - ）は、日本の声優、舞台女優。滋賀県高島市出身。アミュレート所属。

## 略歴
声優を目指したきっかけの作品は『NARUTO -ナルト-』。また、洋画を多く見ていたことから「吹き替えってこの世界の人物になれるのか！」と思ったこともそのきっかけだという。
高校時代は寮生活をしており、部活動をしていた。両者とも上下関係が厳しかったこともあり、声が枯れるまで挨拶をしていたという。
2014年2月、ラビット番長「天召し〜テンメシ〜」にて舞台デビュー。以後、女優として舞台で活躍する他、後に声優としても活躍。
2018年4月よりアミュレートに所属。

## 人物
趣味として1人カラオケと観劇、特技としてゆるい似顔絵とクラリネットをそれぞれ挙げている。
ボイストレーニングやアコースティックギターにも注力しボーカリストとしての活動意欲も高く自身のyoutubeチャンネルでは積極的に音楽活動を展開している。

## 出演

### テレビアニメ
- B-PROJECT〜絶頂*エモーション〜（2019年、女性B）
- 異常生物見聞録（2020年、子狼C）
- 賢者の弟子を名乗る賢者（2022年、レティシャ）
- サマータイムレンダ（2022年、祭り客）
- 僕の心のヤバイやつ（2024年、関西女子）

### ゲーム
2017年
- 異世界勇者の殺人遊戯（クロエ）
- 霊感少女は箱の中（みなみ）
- リネージュ2 レボリューション

2018年
- 片恋いコントラスト -way of parting-
- 勇者ネプテューヌ 世界よ宇宙よ刮目せよ!! アルティメットRPG宣言!!

2020年
- セブンナイツ（ロージー）
- コープスパーティー ブラッドカバー リピーティッドフィアー（石見涼香） - PS4/Switch版

2021年
- シンスメモリーズ 星天の下で（大山優梨子）

2022年
- Relayer（オリジナル・ワンパイロット音声ログ）
- ユグドラ・レゾナンス（リサ）

2023年
- 原神（イディア）
- DesperaDrops / デスペラドロップス（天峰ミカ）

2024年
- アッシュエコーズ（リディア）

### 吹き替え

#### 映画
- アナベル 死霊博物館

#### ドラマ
- キャッスルロック
- ザ・ソサエティ（マーニー〈ケリー・ローズ・ゴールデン〉)
- THE FLASH/フラッシュ シーズン5（キャロリン、アリス）
- マインドハンター シーズン2（ニック）

#### アニメ
- チップとポテト!（パコ）

### 舞台
- ラビット番長 グリーンフェスタ2014参加作品「天召し〜テンメシ〜」（2014年2月6日 - 10日、シアターグリーン BASE THEATER）[13] - 愛子 役
- 「ざ☆くりもん」第十二回本公演「晒場慕情〜恋慕の木遣り唄〜」（2015年5月19日 - 24日、シアターグリーン BASE THEATER） - もも 役（Bチーム[14]）
- ラビット番長 ｢ギンノキヲクFINAL」（2015年9月11日 - 13日、南大塚ホール）[15] - 小林 役
- 平成時代劇 片肌☆倶利伽羅紋紋一座「ざ☆くりもん」二○一六年 新春三館同時本公演「花嫁道中」（2016年1月5日 - 11日、シアターグリーン BOX in BOX THEATER）[16] - ぎん 役
- ミュージカル座「ひめゆり」（2016年7月14日 - 18日、シアター1010）[17] - たき 役
- ラビット番長「ギンノキヲクFINAL」（2017年9月29日 - 10月1日、あうるすぽっと）[18]
- ラビット番長「成り果て」（2017年9月15日 - 18日、シアターグリーン BOX in BOX THEATER） - 木村 役（チームB[19]）
- SAB-on Produce「徒桜〜あだざくら〜」（2018年1月30日 - 2月4日、劇場MOMO）[20] - 西山なつみ 役
- ラビット番長「カチナシ！」（2018年3月1日 - 5日、シアターグリーン BASE THEATER）[21] - 香子 役
- 「下北沢VR」（2018年7月25日 - 29日、シアター711） - 祖師谷遊 役[22]
- ラビット番長 第30回池袋演劇祭参加作品「ギンノベースボール」（2018年9月20日 - 24日、シアターグリーン BASE THEATER）[23] - 西原 役
- OFFICE SUNDAI「コメディエンヌ No.1」（2018年11月21日 - 25日、シアターグリーン BIG TREE THEATER）[24]
- 劇団ピンクメロンパン 第15回公演「WEEKEND」（2019年2月20日 - 2日、シアターグリーン BOX in BOX THEATER）[25] - イネス 役
- ミュージカル「LILIUM-リリウム 新約少女純潔歌劇-」（2023年4月15日 - 23日、サンシャイン劇場 / 4月28日 - 5月3日、梅田芸術劇場 シアター・ドラマシティ） - ナスターシャム 役

## ディスコグラフィ

### タイアップ曲
| 楽曲             | タイアップ                                                      | 時期   |
| ---------------- | --------------------------------------------------------------- | ------ |
| Timeless Soldier | 舞台「時空警察SIG-RAIDER シグレイダー〜刻醒〜エヴェイユ」主題歌 | 2020年 |

オリジナル曲
| 楽曲        |                                       | 時期        |
| ----------- | ------------------------------------- | ----------- |
| 朝顔        | 作詞 : 岡本美歌 作編曲 : Tak Miyazawa | 2020年 7月  |
| 波音        | 作詞 : 岡本美歌 作編曲 : Tak Miyazawa | 2020年 8月  |
| Pop Cracker | 作詞 : 岡本美歌 作編曲 : Tak Miyazawa | 2020年 10月 |
| ユキバレ    | 作詞 : 岡本美歌 作編曲 : Tak Miyazawa | 2020年 12月 |
| ハナアカリ  | 作詞 : 岡本美歌 作編曲 : Tak Miyazawa | 2021年 3月  |